# Tetrodontium
Tetrodontium es un género de musgos (Bryophyta) de la clase Tetraphidopsida que incluye  dos especies. Su nombre se refiere a cuatro peristomas en forma de diente.